# ハンス・ハイム
ハンス・ハイム（Hans Haym 1860年11月29日 - 1921年2月15日）は、ドイツの指揮者。

## 生涯
ハイムはプロイセンのハレ・アン・デア・ザーレに生まれた。彼はイェーナとテュービンゲンの両大学で学び、哲学と古典哲学を修めた。卒業後はミュンヘンで音楽を学び、履修した科目は作曲、ピアノ、オルガン、歌唱法などであった。
ハイムは1890年にユリウス・ブーツの跡を継ぎ、エルバーフェルトでコンサート協会の指揮者に就任した。1892年12月17日の演奏会にはベートーヴェンの「ヨーゼフ2世葬送カンタータ」、「ピアノ協奏曲第5番」、「交響曲第9番」を演奏している。ソリストに起用したのはJulia Uzielli、Jenny Hahn、フランツ・ナファルとアントン・シスターマンス（Anton Sistermans）であった。聴衆の好みは保守的であったにもかかわらず、彼は可能であれば新しい音楽をプログラムに取り入れた。1895年のリヒャルト・シュトラウスの交響詩「ティル・オイレンシュピーゲルの愉快ないたずら」、1897年のフレデリック・ディーリアスの幻想序曲「丘を越えて遥かに」（タイトルはドイツ語でÜber die Berge in die Ferneと紹介された）と、1899年演奏の同じくディーリアスの夜想曲「パリ:大都会の歌」などである。前任者のブーツはエルバーフェルトを離れてデュッセルドルフにおけるより重要な指揮者の地位に就こうとしており、ハイムはそのブーツにディーリアスの音楽を紹介した。後年、早くからエドワード・エルガーの音楽の第一人者となるブーツは、ディーリアスの作品も称賛するようになっていった。
また、ハイムはディーリアスの音楽をフリッツ・カッシーラーにも紹介している。カッシーラーはエルバーフェルトの市立劇場で音楽監督をしており、この劇場では1904年にディーリアスの歌劇「コアンガ」が初演された。この頃にハイムは病に罹り、チロルでの療養を余儀なくされる。
ハイムはストラスブールでのより名高い音楽監督への任用を希望していたが、これは叶わなかった。エルバーフェルトでの彼と彼のオーケストラは一流の音楽家の注目を集め、ラウール・プーニョ、ウジェーヌ・イザイ、パブロ・カザルス、フェルッチョ・ブゾーニやアルトゥル・シュナーベルが彼らの元を訪れて共演している。ハイムは1920年に音楽監督を退任し、1921年2月15日にエルバーフェルトで60年の生涯を閉じた。